# Ida Njåtun
PKV GAMES
PKV GAMES
PKV GAMES
PKV GAMES
PKV GAMES
PKV GAMES
PKV GAMES
Ida Njåtun, née le 6 février 1991 est une patineuse de vitesse norvégienne. Elle réalise sa première performance au niveau international en prenant la deuxième place du 1 500 m à Berlin lors de la saison 2010-2011.
En 2014, elle participe à ses premiers Jeux olympiques se classant notamment sixième du 3 000 m à Sotchi.
Elle est médaillée de bronze aux Championnats du monde toutes épreuves de patinage de vitesse en 2015.

## Palmarès

### Jeux olympiques d'hiver
| Épreuve / Édition   | 500 mètres | 1 000 mètres | 1 500 mètres | 3 000 mètres | 5 000 mètres | Mass start | Poursuite par équipes |
| JO 2014 Sotchi      | —          | 17e          | 12e          | 6e           | —            | —          | 7e                    |
| JO 2018 Pyeongchang |            | 11e          | 7e           | 12e          | —            | —          | —                     |

Légende :
- : première place, médaille d'or
- : deuxième place, médaille d'argent
- : troisième place, médaille de bronze
- : pas d'épreuve
- — : Non disputée par le patineur
- DSQ : disqualifiée